# Vai alla deriva/Il mio diario
Vai alla deriva/Il mio diario è il secondo 45 giri di Giovanni Ullu, pubblicato con lo pseudonimo Leo Davide nel 1978 dalla Philips.
Entrambe le canzoni sono scritte da Ullu e sono tratte dall'album Il mio diario

## Formazione
- Leo Davide: voce
- Walter Martino: batteria
- Dino Cappa: basso
- Sandro Centofanti: tastiere
- Fernando Fera: chitarra

## Tracce
LATO A
1. Vai alla deriva

LATO B
1. Il mio diario